# التسريع الأكاديمي

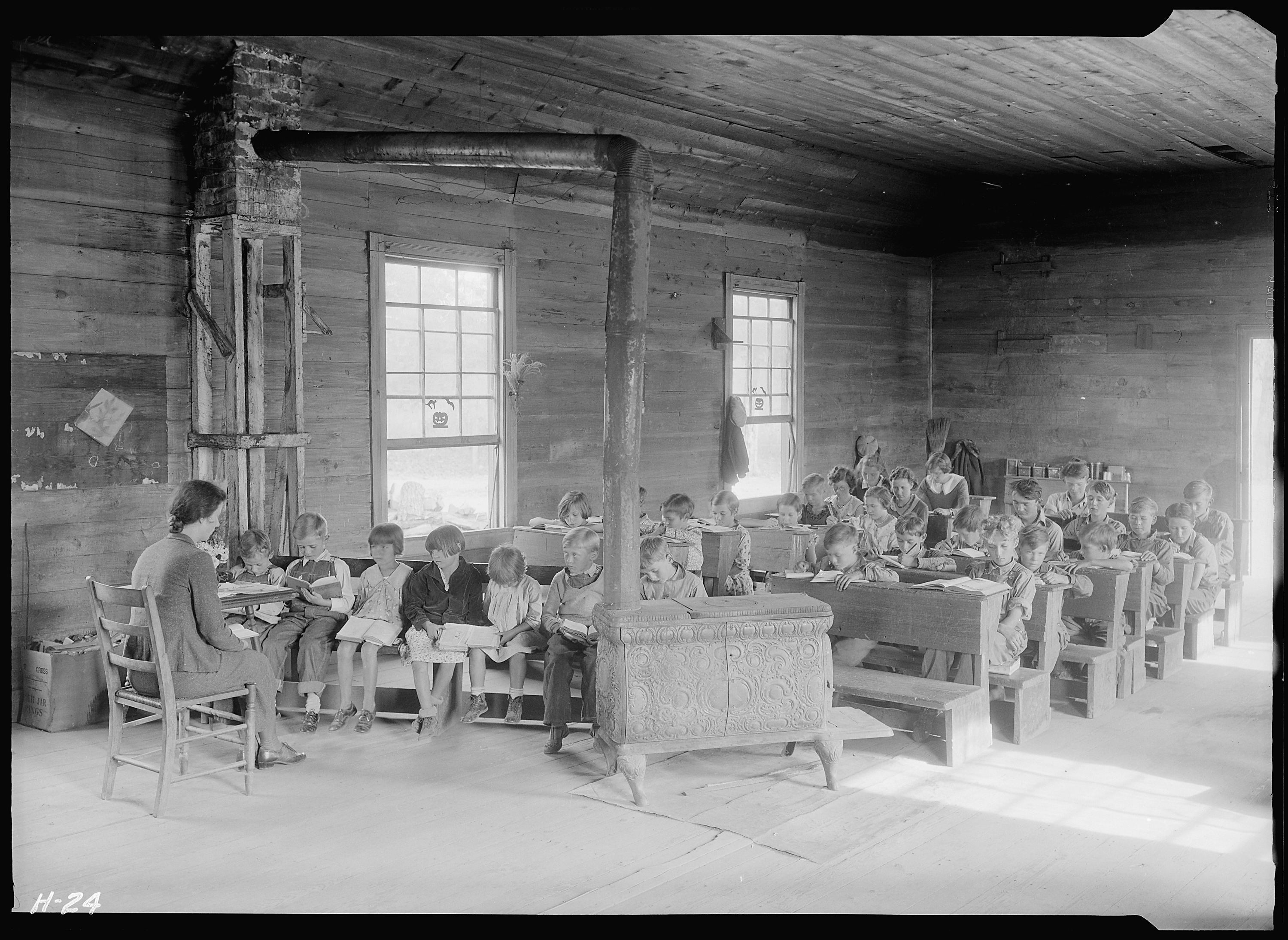
مدرسة من غرفة واحدة ، الفصل الأصلي متعدد الأعمار.

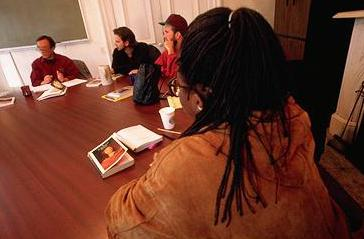
فصل مناقشة في Shimer College ، والذي يقدم برنامج دخول مبكر منذ عام 1950.

يعمل التسريع الأكاديمي على نقل الطلاب من خلال برنامج تعليمي بمعدل أسرع أو في سن أصغر من المعتاد. لا يحتاج الطلاب الذين سيستفيدون من التسريع حتما إلى وصفهم بأنهم موهوبون في مادة معينة. حيث يضعهم التسريع في الصدارة عما سيكونون عليه في المناهج الدراسية النظامية. وقد تم وصفه بأنه "احتياج أساسي" للطلاب الموهوبين لأنه يوفر لهم المواد المناسبة لمستواهم.  تستخدم هذه الطريقة في جميع أنحاء العالم، حيث كان الجزء الأكبر من البحث التعليمي حول التسريع الأكاديمي داخل الولايات المتحدة .

## تأثير
.وُجد أن برامج التسريع الأكاديمي ذات الإدارة الجيدة مفيدة جدًا للطلاب.  على سبيل المثال، يتفوق الطلاب الموهوبين على اقرانهم في مجموعة متنوعة من المعايير، بما في ذلك الدرجات في المدرسة، والوضع والوظيفة الجامعية في المستقبل، والإنجازات المهنية، وتقييمات الأداء. تتضمن الإدارة الفعالة ضمان استعداد الطلاب ، أكاديميًا واجتماعيًا - عاطفيًا ، وتوفير الدعم والموارد اللازمة.  غالبًا ما تكون برامج تسريع الأتراب، التي يتم فيها تسريع عدد من الطلاب معًا في نفس الوقت ذو فعالية كبيرة. ومع ذلك، غالبًا ما تواجه برامج التسريع صعوبة بسبب تشكك العديد من المعلمين والإداريين وأولياء الأمور في فوائد التسريع.  وذلك لأن برامج تدريب المعلمين لا تقدم في كثير من الأحيان معلومات حول التسريع، على الرغم من وجود عقود من البحث تثبت أن التسريع هو خيار تعليمي ناجح للطلاب الموهوبين. ومع ذلك، يميل البالغون الذين جربوا التسارع بأنفسهم إلى الاستعداد جيدًا لهذه الممارسة.
1. يوفر التسريع الأكاديمي فوائد أكبر للطلاب الموهوبين أكاديميًا أكثر من أي نهج آخر ، مثل التدريس المتميز أو الإثراء.
2. لم تقدم الأبحاث أي دليل على عدم التكيف الاجتماعي أو العاطفي بسبب التسارع فالطلاب المتسارعون هم متأقلمون اجتماعيًا مثل زملائهم غير المتسارعين.
3. يساهم التسريع الأكاديمي في تلبية الاحتياجات الاجتماعية والعاطفية للطالب الموهوب عن طريق إيجاد مجموعة داعمة من الأقران أكثر انسجامًا. 4. قد يكون للفشل في تسريع الطالب القادر على التسريع آثار سلبية على التحفيز والإنتاجية، وقد يؤدي حتى إلى الانقطاع عن الدراسة..

في إطار متابعة تقرير 2015، A Nation Empowered (نيشن امباورد)، نسلط الضوء على البحث الذي حدث على مدار العقد الماضي، ونوفر مزيدًا من الأدلة على أنه عندما يتم تطبيق التسريع الأكاديمي بشكل صحيح، يمكن أن يكون مفيدًا جدًا للطلاب الموهوبين.

## البحث في التسريع الأكاديمي
واحدة من المخاوف الرئيسية التي لوحظت بشأن التسارع هو التأثير على التنشئة الاجتماعية حيث وجدت دراسة طولية أجريت على مدى 35 عامًا ونشرت في عام 2020 في مجلة Educational Psychology (ايجوكاشنال سيكولوجي) من دراسة فاندربيلت للقدرات الرياضية في المرحلة المبكرة من الشباب أن هناك رفاهية طويلة الأجل للشباب الموهوبين في التسريع الأكاديمي مثل تخطي الصفوف والتخرج مبكرًا، أو مجموعة من طرق التنسيب التعليمي المتقدمة. في الواقع، ذكر المؤلفون أن مثل هذه المخاوف "غير مجدية". [مطلوب مصدر طرف ثالث]

## أنواع
هناك ما لا يقل عن 18 شكلًا من أشكال التسريع الأكاديمي.
- التسريع في الكلية

يكمل الطالب تخصصين أو أكثر مجموعه في أربع سنوات أو يحصل على درجة متقدمة مع درجة البكالوريوس أو بدلاً منها. يحدث التسارع الأكاديمي أيضًا على مستوى الدراسات العليا والمهنية، مع برامج مزدوجة الدرجة وبرامج مهنية مشتركة للبكالوريوس مثل برامج JD المعجلة.
- التسارع المتقدم

التسارع المتقدم هو برنامج فريد من نوعه للولايات المتحدة وكندا، طوره في الأصل صندوق النهوض بالتعليم ويديره الآن مجلس الكلية
- التسجيل المتزامن أو المزدوج

في التسجيل المزدوج، يتم تسجيل الطالب في نفس الوقت في مؤسستين منفصلتين مرتبطتين أكاديميًا، وغالبًا ما تكون المدرسة الثانوية وكلية المجتمع أو الجامعة. التسجيل المتزامن هو أحد الأنواع الفرعية من التسجيل المزدوج، حيث يحصل الطالب في نفس الوقت على ائتمان المدرسة الثانوية والكلية لدورة واحدة. يمكن أن تسمح برامج التسجيل المزدوج للطلاب بالتخرج مبكرًا  أو الالتحاق بالكلية بمكانة متقدمة.
- فئات مجمعة

الفصل المدمج هو فصل واحد يجمع بين درجتين متقاربتين. على الرغم من أن هذا التنسيب ليس في حد ذاته، ممارسة مصممة للتسريع، إلا أنه في بعض الحالات يمكن أن يسمح للطلاب الأصغر سنًا بالتفاعل أكاديميًا واجتماعيًا مع أقرانهم الأكبر سنًا 
- التقدم المستمر

في التعليم المستمر، يتم إعطاء الطالب المحتوى تدريجيًا حيث يتم إكمال المحتوى السابق وإتقانه، والانتقال إلى مواد أكثر تقدمًا بمجرد أن يكون الطالب جاهزًا لذلك.
- ضغط المناهج

يتضمن ضغط المناهج تحليل وحدة المناهج المخصصة، وتحديد الأجزاء التي قام   الطالب بإتقانها، وتوفير استراتيجيات الاستبدال حتى يتمكن الطالب من إكمال الوحدة دون تكرار هذه المادة التي تم إتقانها بالفعل. ] في المنهج الدراسي الإجباري يستلزم تعليم الطالب كميات أقل من الأنشطة التمهيدية والتمارين والممارسة. وقد تستند الخبرات التعليمية أيضًا إلى أهداف تعليمية أقل نسبيًا مقارنة بالمنهج العام. ويمكن استخدام الوقت المكتسب لتعليم محتوى أكثر تقدما أو للمشاركة في الأنشطة التأهيلية.  حيث أن ضغط المناهج لا يوفر الوقت فحسب، بل يقلل أيضًا من شعور الطلاب بالإهمال واللامبالا 
- الدراسة عن بعد

كما هو الحال مع التسارع اللامنهجي، عند استخدام دورات التعلم عن بعد أو المراسلة، يلتحق الطلاب بالدورات الدراسية التي يتم تقديمها خارج التعليم المدرسي العادي.  يمكن تقديم التعليم بشكل تقليدي عن طريق البريد، ولكن يتم استخدام الدورات التدريبية عبر الإنترنت بشكل أكبر.  حيث يتطلب الاستخدام الفعال للتعلم عن بعد درجة عالية من الاستقلالية والتحفيز.
- التخرج المبكر من المدرسة الثانوية أو الكلية

في التخرج المبكر يتخرج الطالب من المدرسة الثانوية أو الكلية في ثلاث سنوات ونصف أو أقل، وبشكل عام يتم ذلك عن طريق زيادة كمية الدورات الدراسية التي يتم أجراها كل عام في المدرسة الثانوية أو الكلية، ولكن يمكن تحقيق ذلك عن طريق الالتحاق المزدوج/ المتزامن، أو الدورات الدراسية المنهجية والمراسلات، لكن الولايات المتحدة لا تسمح بالتخرج مبكرا. 
- الالتحاق المبكر بالكلية

الالتحاق المبكر بالكلية والذي يسمى احياناً " القبول المبكر “، وهو السماح لطلاب المدارس الثانوية بدخول الكلية قبل عام أو أكثر من السن التقليدي للالتحاق بالكلية، ودون الحصول على شهادة الثانوية.
في بعض الحالات يتم ذلك بشكل فردي، والعديد من الجامعات والكليات تسمح بهذا القبول وفقا لكل حالة على حدة. ومع ذلك، غالبا ما يتم إجراؤه كجزء من برنامج تسريع المجموعات، حيث يتم تسريع هؤلاء الطلاب الى الكلية معا في نفس الوقت. قد تزود هذه البرامج طلابها بشبكة دعم اجتماعية وتساعد في التعامل مع التعديل.
تأخذ برامج الدخول المبكر عدد من الأشكال. بعض منها مثل أكاديمية جورجيا المتقدمة، ومدرسة كلارسون، وهي برامج خاصة داخل الكليات الكبرى، وفي حالات أخرى، مثل برنامج الالتحاق المبكر في كلية شامير، وبرنامج الدخول المبكر في كسول، يدرس الوافدين الأوائل جنبا الى جنب مع طلاب الجامعات التقليديين.  كلية بارد في سايمون روك هي كلية مدتها أربع سنوات مصممة للوفد المبكر فقط 
- القبول المبكر في رياض الأطفال

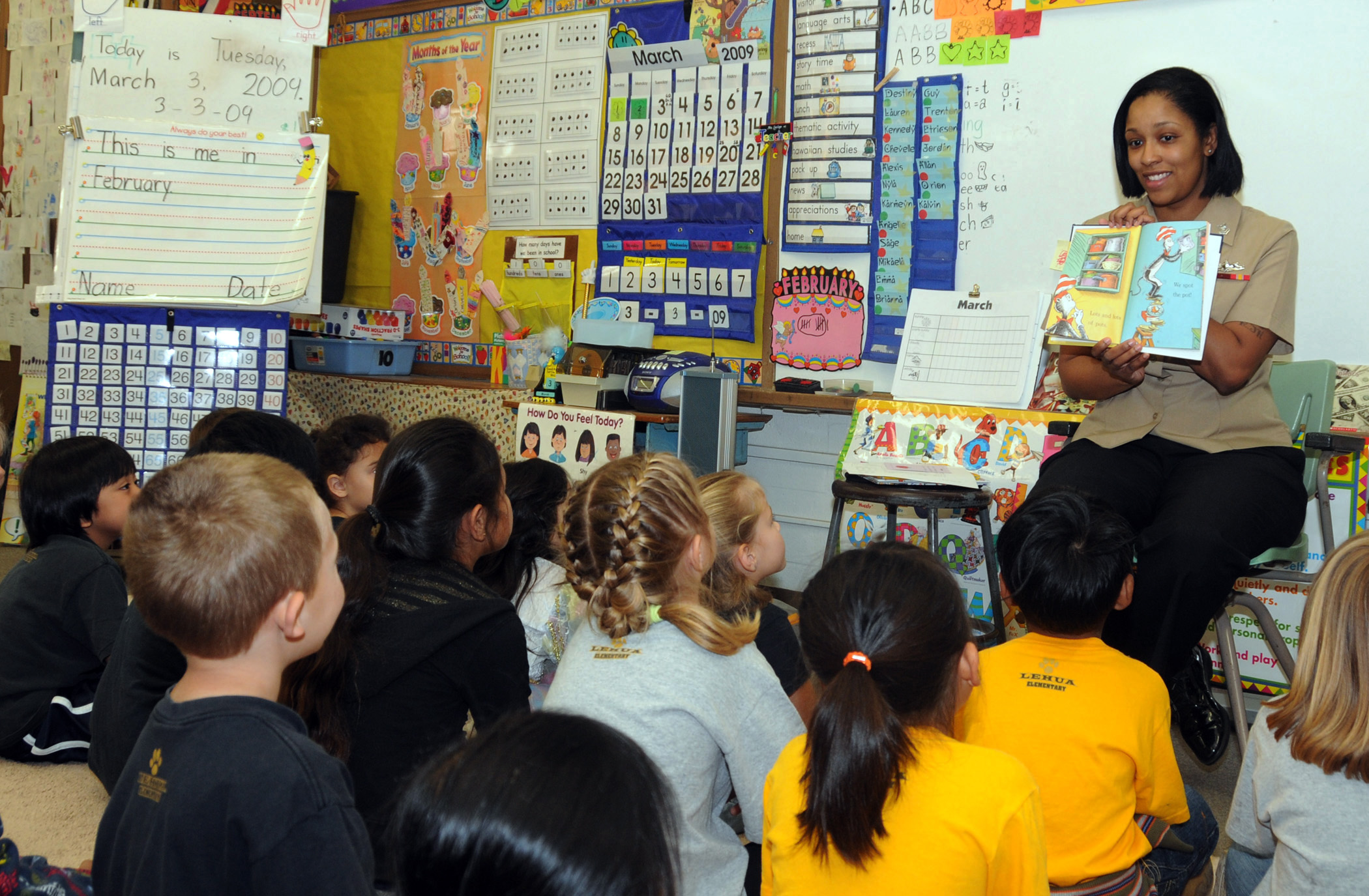
صف روضة أطفال

في القبول المبكر لرياض الاطفال، يدخل الطلاب رياض الأطفال قبل الحد الأدنى لسن الالتحاق بالمدرسة كما هو محدد بواسطة سياسة المنطقة أو الولاية. يشكل هذا النوع من التسارع عقبات أقل من غيرها، حيت يتم وضع الطالب مع مجموعة من الاقران ليبقى الطالب معهم بعض الوقت.  . تطلب العديد من المناطق الأمريكية التعليمية القبول المبكر للتقييم والذي قد يشمل فصل دراسي وهمي لاختبار الاستعداد العاطفي للطفل 
- القبول المبكر في الصف الأول: غالبا ما يُسمح بالقبول المبكر في رياض الأطفال. يمكن أن ينتج هذا الاجراء إما عن تخطي روضة الأطفال أو من تسريع الطالب من روضة الأطفال فيما سيكون السنة الأولى للطالب في المدرسة. هذا النهج الثاني، المتمثل في تخطي روضة الأطفال تماماً، غالباً ما يبغضه مديري المدارس في الولايات المتحدة. [18]
- الالتحاق المبكر بالمدرسة الإعدادية أو المدرسة الثانوية: يتيح الدخول المبكر إلى المدرسة الثانوية للطالب تجنب الوقوع في " نمط الاحتفاظ " بالمدرسة الإعدادية .[19]
- تخطي الصف

يعد تخطي الصفوف إحدى أشهر أشكال التسريع الأكاديمي، ويتضمن نقل الطالب إلى الأمام بدرجة واحدة أو أكثر. عندما يكون تخطي الصف غير مناسب، قد يوصى باستخدام أشكال أخرى من التسريع بدلا من ذلك. 
إحدى المقاييس المستخدمة لتحديد ما إذا كان تخطي الصف مناسبا هو مقياس التسريع المنخفض القائم على الأبحاث، والذي دخل نسخته الثالثة في عام ٢٠٠٩.  على وجه الخصوص يحدد معيار المحاسبة الدولية [IAS] أربعة شروط يكون فيها تخطي الصف غير صحيح:
1. إذا كان حاصل ذكاء الطالب أقل من 120 (أي أقل من انحراف معياري واحد فوق المتوسط).[21]
2. إذا كان للطالب أخ في الصف الحالي للطالب
3. إذا كان للطالب أخ في الصف الذي سيسرع فيه الطالب
4. إذا كان الطالب لا يريد تخطي الصف

- البرامج اللامنهجية

في التسارع اللامنهجي، يختار الطلاب التسجيل في عطلة نهاية الأسبوع أو برامج ما بعد المدرسة أو الصيفية التي تمنح تعليمات متقدمة وائتمانيات. في بعض الحالات، سيسمح هذا بتسارع جذري بشكل خاص في المحتوى، مثل طالب مدرسة ابتدائية يأخذ دروسًا في الإرشاد على المستوى الجامعي. 
- التعليم الذاتي

في التعلم الذاتي، يتقدم الطالب من خلال التعلم والأنشطة التعليمية بوتيرة ذاتية الاختيار. يختلف التعليم الذاتي عن تعليم التقدم المستمر من حيث أن الطالب لديه درجة أكبر من التحكم. 
- الائتمان عن طريق الاختبار

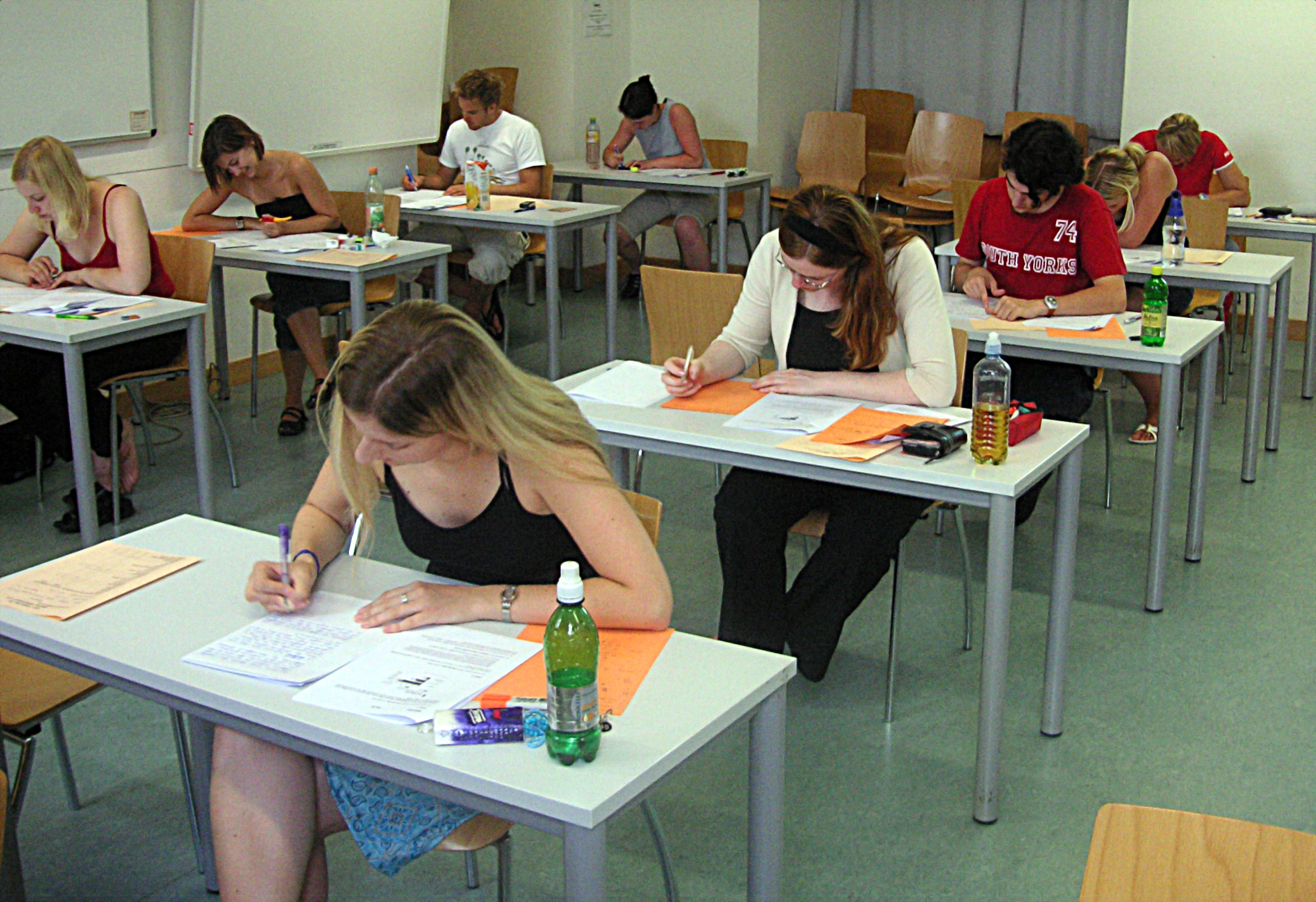
الطلاب الذين يخضعون للاختبار في جامعة فيينا

غالبًا ما يشار إليه باسم «الاختبار»، يتضمن الائتمان عن طريق الامتحان منح الطالب ائتمانًا متقدمًا (على سبيل المثال، في المدرسة الثانوية أو الكلية) لإكمال شكل من أشكال اختبار الإتقان أو النشاط بنجاح. تشير دراسات طلاب الجامعات الموهوبين إلى أن هذا قد يكون له آثار سلبية طفيفة على الرفاهية النفسية.
- فصول دراسية متعددة الأعمار

تسمح الفصول الدراسية التي تضم طلابًا من مختلف الأعمار بتجميع الطلاب الموهوبين الأصغر سنًا مع الطلاب الأكبر سنًا الأقرب إليهم في مستواهم الأكاديمي. كما أنها تخلق فرصًا لتعليم الاقران، مما يؤدي إلى زيادة تقدير الذات لدى الطلاب الموهوبين.
- المناهج المكثفة

في المناهج الدراسية المكثفة، يتم تقديم تعليم للطالب يستلزم وقتًا أقل من المعتاد (على سبيل المثال، إكمال دورة مدتها عام واحد في فصل دراسي واحد، أو ثلاث سنوات من المدرسة الإعدادية في فصلين دراسيين) يختلف التكثيف عن المنهج الدراسي المضغوط في ذلك الوقت الذي يتم توفيره من التكثيف ويؤدي إلى وضع الدرجة المتقدمة. 
- موضوع تسارع / تسارع جزئي

تسمح هذه الممارسة للطلاب بوضعهم في فصول دراسية مع أقرانهم الأكبر سنًا لجزء من اليوم (أو بمواد من مواضع أعلى درجة) في مجال محتوى واحد أو أكثر.  يتطلب التعجيل الفعال بالموضوع تعاون المعلمين في الصفوف اللاحقة، بحيث لا يضطر الطالب إلى تكرار المادة  تشمل النقاط المهمة حول تسريع الموضوع الائتمان والتنسيب. يجب أن يحصل الطالب على ائتمان للعمل المنجز، ويجب وضع الطالب في المستوى التالي من الدورة بعد الانتهاء من الدورة بنجاح. يتوفر مزيد من المعلومات حول تسريع الموضوع على موقع Acceleration Institute على الويب .
- التوجيه

في التوجيه ، يتم إقران الطالب بموجه أو مدرس خبير يقدم تعليمًا متقدمًا أو أسرع. غالبًا ما يكون لتوجيه طلاب المدارس الثانوية الموهوبين من قبل البالغين الناجحين آثار مفيدة على المدى الطويل ، بما في ذلك التركيز المحسن على الأهداف الوظيفية. وتتجلى الآثار الوظيفية بشكل خاص على الطالبات.

## اتخاذ القرارات بشأن التسريع
تم تطوير عدد من الأدوات لمساعدة المعلمين والأسر على اتخاذ قرارات بشأن التسارع الأكاديمي.
- • يوفر موقع معهد التسريع العديد من الموارد حول التسريع، وبما في ذلك المقالات البحثية والموارد المجانية وغيرها من المعلومات المفيدة للآباء والمعلمين وواضعي السياسات والباحثين. 
• مقياس تسارع لوا هو أداة ورقية وقلم رصاص مصممة لمساعدة المعلمين على جمع المعلومات ذات الصلة وإجراء اجتماع للفريق مع المعلمين والإداريين وأولياء الأمور وتحديد ما إذا كان التسارع (على وجه التحديد، تخطي الصف) يماثل احتياجات طالب معين. 
• نظام التسريع المتكامل، الذي تم إطلاقه في عام 2021، هو منصة عبر الإنترنت تساعد المعلمون والعائلات العمل في شق طريقهم من خلال عملية صنع القرار بشأن التسريع. وهو يوجه المشاركين من خلال دمج المعلومات المتعلقة بالتعجيل. استنادًا إلى عقود من البحث، فإنه يتضمن جميع العوامل الرئيسية التي يجب مراعاتها عند اتخاذ القرار ويصدر تقريرا عن الاستعداد لأحد أشكال التسارع العديدة، بما في ذلك تخطي الدرجات، والدخول المبكر لرياض الأطفال، وتسريع الموضوع، والدخول المبكر إلى الكلية. 
• الاختبار فوق المستوى، حيث يقوم الطالب بإجراء اختبار مصمم للطلاب الأكبر سنًا، في كثير من الأحيان لتحديد استعداد الطالب لتسريع الموضوع. 
• تساعد السياسة التعليمية على ضمان تقديم التسريع لجميع الطلاب الذين قد يستفيدون منه، وليس فقط أولئك الذين لديهم اباء يدافعون عنهم. يمكن العثور على معلومات حول تطوير سياسات التسريع الأكاديمي في المنشور، وضع سياسات للتعجيل الأكاديمي: درجة كاملة، دخول مبكر، وموضوع واحد.

## عدم المساواة والنقد
تيواجه التسارع الأكاديمي وبرامج الموهوبين على نطاق أوسع نقدًا كبيرًا والتمثيل الناقص المستمر لطلاب الأقليات - ولا سيما الطلاب المنحدرين من أصل أفريقي وأمريكي لاتيني.
في عام 2009، كان الأمريكيون الأفرقة يشكلون 16٪ من الطلاب في التعليم العام ولكن فقط. ٪ من الطلاب في برامج الموهوبين واللاتينيين 22.3٪ من التعليم العام ولكن 15.4٪ فقط من برامج الموهوبين. في غالبية برامج الموهوبين، الخطوة الأولى هي الإحالة من المعلم.  ومع ذلك، يتم تدريب عدد قليل من المعلمين على تحديد الهوية وبالتالي الاعتماد على المقاييس الأكاديمية، مقياس يجادل البعض بأنه متحيز تجاه الطلاب البيض بسبب عدم المساواة المنهجية في تقييم الذكاء. تستخدم الغالبية العظمى من الدول شكلاً من أشكال اختبار الكفاءة أو الموحد. كان أداء الطلاب الأمريكيين من أصل أفريقي واللاتينيين والسكان الأصليين أقل باستمرار في هذه الامتحانات بسبب مجموعة متنوعة من الثقافات والمؤسسات.
تم اقتراح العديد من الحلول المحتملة وتجربتها بدرجات متفاوتة من النجاح والاستمرار. تساهم التحيزات الضمنية والاختلافات الثقافية في سوء تصنيف أو إشراف الأمريكيين من أصل أفريقي ولاتيني وغيرهم من الطلاب ذوي البشرة المختلفة. علاوة على ذلك، فإن الاختبار والفحص الشامل للطلاب يرفع من تمثيل طلاب الأقليات ولكن يمكن أن يواجه الكثير من القيود الكبيرة على الموارد. ومع ذلك، أدت نظريات الذكاء المتعدد الآن أيضًا إلى دعوات لإزالة اختبارات الذكاء كمقياس قياسي للموهبة ،  تعطي اختبارات الذكاء الأولوية لمجموعة ثنائية من عوامل الذكاء التي غالبًا ما تخفض التعبيرات التجريبية والسياقية. تستمر محاولات تقليل عدم المساواة العرقية في برامج التسريع الأكاديمي وتعليم الموهوبين في التجارب عبر الولايات المتحدة.

## سياسات التسريع الأكاديمي
يتضمن معهد التسريع قسما عن سياسات الدولة المتعلقة بالتسريع
تساعد الوثيقة ، "تطوير سياسات التسريع الأكاديمي" ، المدارس والإدارات التعليمية على تطوير سياسات تسريع عادلة ومنصفة.
- تسمح سياسة ولاية إلينوي على وجه التحديد بالتسريع .
- تسمح سياسة ولاية مينيسوتا على وجه التحديد بالتسارع .
- تسمح سياسة ولاية أوهايو على وجه التحديد بالتسريع .
- تسمح سياسة ولاية ويسكونسن على وجه التحديد بالتسارع .

## روابط خارجية
- معهد التسريع ، مقدم من مركز جامعة آيوا بيلين بلانك.
- أمة مُمكنة: الأدلة تتفوق على الأعذار التي تعيق أذكى طلاب أمريكا .
- ورقة نصيحة الوالدين حول التسريع ، مقدمة من الرابطة الوطنية للأطفال الموهوبين